# I Am Bones
I Am Bones er den århusianske musiker Johannes Gammelbys soloprojekt. Han har tidligere spillet i bandet Strumm.
I oktober 2005 udgav han debutalbummet Wrong Numbers Are Never Busy, udgivet på Morningside Records.

## Diskografi
- 2003: The Short Attention Span EP
- 2004: If You Really Love Me, Send Me More Medical Supplies
- 2005: Wrong Numbers Are Never Busy (Morningside Records)
- 2007: The Greater Good (Morningside Records)